# Antonio Blanco Martínez
Antonio Luis Blanco Martínez (Leganés, 5 de gener de 1943) és un ciclista espanyol, ja retirat, que competí professionalment entre 1962 i 1968. Del seu palmarès destaca la Volta a Navarra de 1962.

## Palmarès
- 1962
  - 1r a la Volta a Navarra
- 1963
  - 1r a la Leintz Bailarari Itzulia
- 1964
  - 1r al Gran Premi d'Aix-en-Provence
- 1966
  - 2n al Gran Premi de Laudio
- 1968
  - 1r a la Classificació de la Muntanya de la Setmana Catalana

### Resultats a la Volta a Espanya
- 1963. Fora de control (4a etapa)
- 1965. Abandona (11a etapa)
- 1967. Abandona (18a etapa)